# Апостольский нунций в Гвинее-Бисау
Апостольский нунций в Республике Гвинея-Бисау — дипломатический представитель Святого Престола в Гвинее-Бисау. Данный дипломатический пост занимает церковно-дипломатический представитель Ватикана в ранге посла. Апостольская нунциатура в Гвинее-Бисау была учреждена на постоянной основе 12 июля 1986 года.
В настоящее время Апостольским нунцием в Гвинее-Бисау является архиепископ Вальдемар Станислав Зоммертаг, назначенный Папой Франциском 6 сентября 2022 года.

## История
Апостольская делегатура в Гвинее-Бисау была учреждена 30 декабря 1974 года, апостольским бреве «Quoniam consulendi» папы римского Павла VI.
Апостольская нунциатура в Гвинее-Бисау была учреждена 12 июля 1986 года, бреве «Quoniam inter» папы римского Павла VI, в связи с установлением дипломатических отношений между Святым Престолом и Гвинеей-Бисау. Однако апостольский нунций не имеет официальной резиденции в Гвинее-Бисау, в его столице Бисау и является апостольским нунцием по совместительству, эпизодически навещая страну. Резиденцией апостольского нунция в Гвинее-Бисау является Дакар — столица Сенегала.

## Апостольские нунции в Гвинее-Бисау

### Апостольские делегаты
- Луиджи Барбарито, титулярный архиепископ Фьорентино — (5 апреля 1975 — 10 июня 1978 — назначен апостольским нунцием в Австралии);
- Луиджи Доссена, титулярный архиепископ Карпи — (24 октября 1978 — 30 декабря 1985 — назначен апостольским нунцием в Перу);
- Пабло Пуэнте Бусес, титулярный архиепископ Макри — (15 марта — 12 июля 1986 — назначен апостольским пронунцием).

### Апостольские пронунции
- Пабло Пуэнте Бусес, титулярный архиепископ Макри — (12 июля 1986 — 31 июля 1989 — назначен апостольским нунцием в Ливане);
- Антонио Мария Вельо, титулярный архиепископ Эклано — (21 октября 1989 — декабрь 1994 — назначен апостольским нунцием).

### Апостольские нунции
- Антонио Мария Вельо, титулярный архиепископ Эклано — (декабрь 1994 — 2 октября 1997 — назначен апостольским нунцием в Ливане и Кувейте, а также апостольским делегатом на Аравийском полуострове);
- Жан-Поль-Эме Гобель, титулярный архиепископ Галации Кампанийской — (6 декабря 1997 — 31 октября 2001 — назначен апостольским нунцием в Никарагуа);
- Джузеппе Пинто, титулярный архиепископ Англоны — (5 марта 2002 — 6 декабря 2007 — назначен апостольским нунцием в Чили);
- Луис Мариано Монтемайор, титулярный архиепископ Иллици — (17 сентября 2008 — 22 июня 2015 — назначен апостольским нунцием в Демократической Республике Конго);
- Майкл Уоллес Банак, титулярный архиепископ Мемфиса — (22 августа 2016 — 3 мая 2022 — назначен апостольским нунцием в Венгрии);
- Вальдемар Станислав Зоммертаг, титулярный архиепископ Траэктум ад Мосам — (6 сентября 2022 — по настоящее время).